# Buse de Chine
Buteo hemilasius
Espèce
Statut de conservation UICN

 LC  : Préoccupation mineure
Statut CITES
La Buse de Chine (Buteo hemilasius) est une espèce d'oiseaux de la famille des Accipitridae.

## Description
Cet oiseau fréquente steppes ouvertes et pentes montagneuses d'Asie de l'Est.

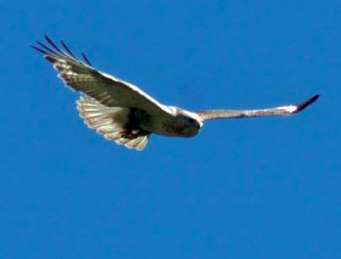
en vol en Mongolie
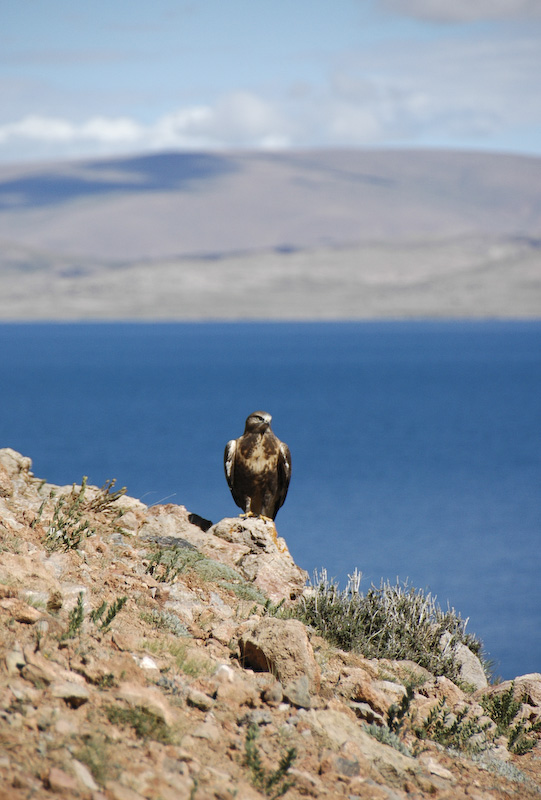
au lac Namtso (Tibet)
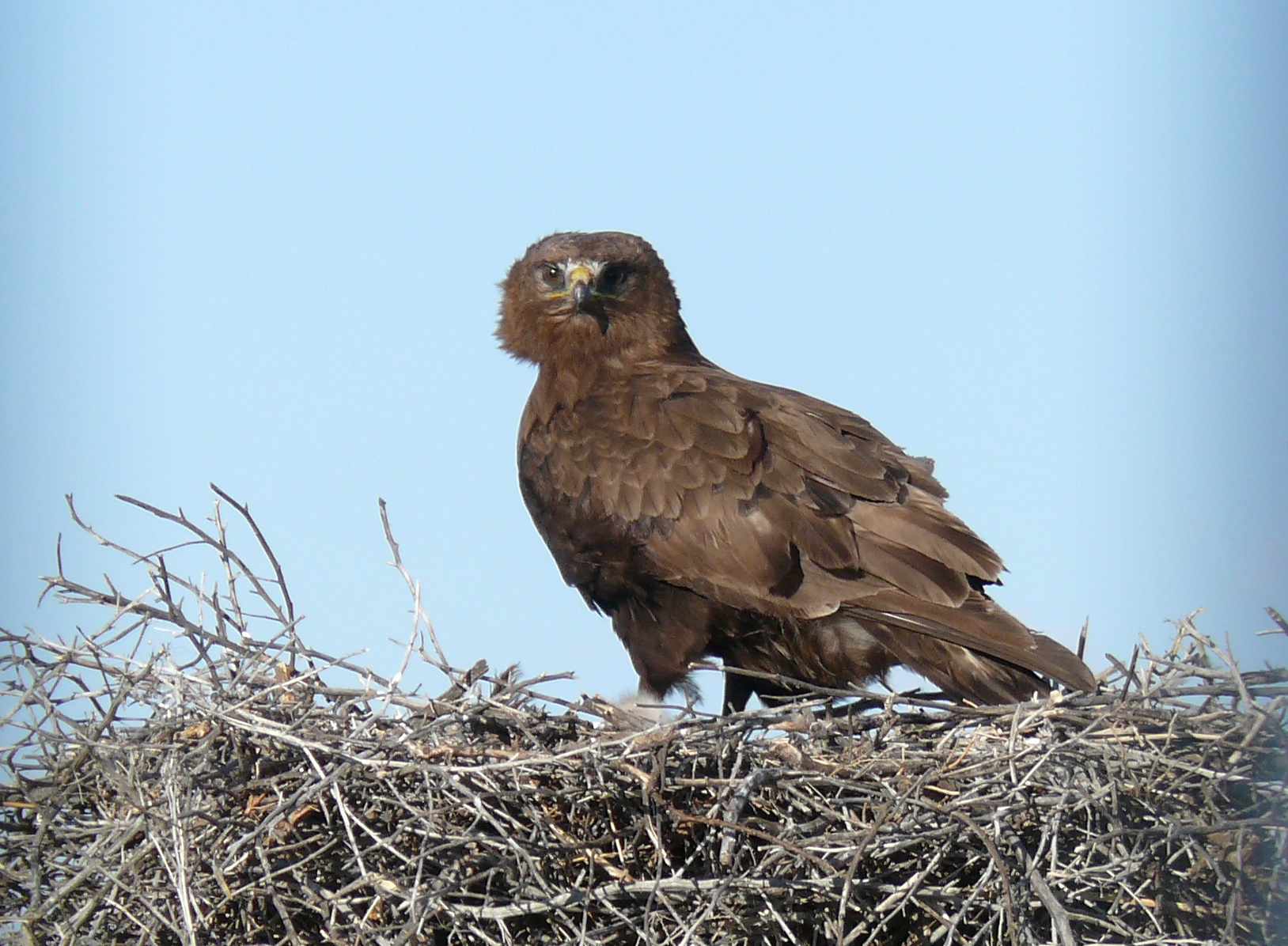
phase sombre